# Marco Curzio
Marco Curzio (fl. IV secolo a.C.) è un personaggio semileggendario della Roma antica, appartenente alla gens Curtia.

## Biografia
La leggenda narra che nel 362 a.C. nel Foro Romano si aprì una voragine apparentemente senza fondo. I sacerdoti interpretarono il fatto come un segno di sventura, predicendo che la voragine si sarebbe allargata fino ad inghiottire Roma, a meno che non si fosse gettato in quel baratro quanto di più prezioso ogni cittadino romano possedeva.
Il giovane patrizio Marco Curzio, uno dei più valorosi guerrieri dell'esercito romano, convinto che il bene supremo di ogni romano fossero il valore e il coraggio, si lanciò nella fenditura armato e a cavallo, facendo così cessare l'estendersi della voragine.
Questo autosacrificio agli dei inferi (Mani) era detto devotio.
Il luogo dove si formò la voragine rimase nella leggenda con il nome di Lacus Curtius. La leggenda è narrata da Tito Livio nei suoi Annali (VII,6).
Una statua equestre della tarda latinità - in grandezza ridotta rispetto al naturale - rappresentante Marco Curzio si trova in Via Carriona a Carrara, inserita nelle mura Albericiane in corrispondenza della Porta cittadina.
Il grande attore Antonio de Curtis, in arte Totò, sosteneva che la sua famiglia discendesse da questo personaggio leggendario.